# O Ézaro

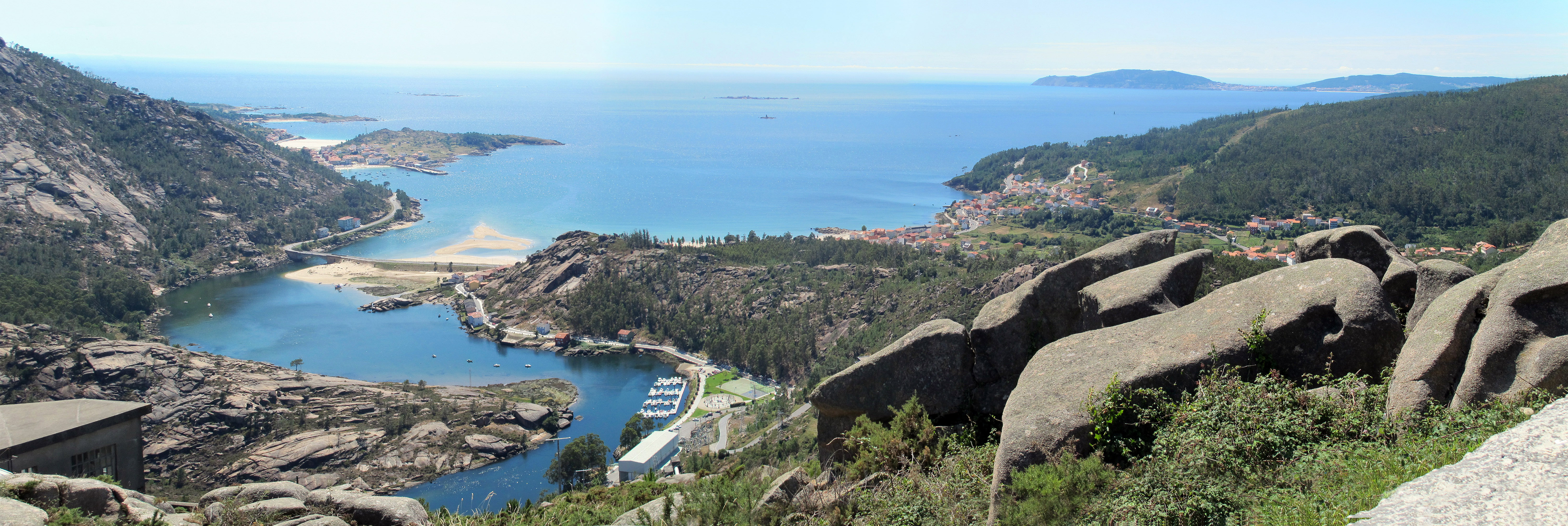
O Ézaro i desembocadura del Xallas.

Santa Uxía do Ézaro és una parròquia del municipi gallec de Dumbría, a la província de la Corunya.
L'any 2013 tenia 672 habitants distribuïts entre 15 entitats de població: O Cancelo, O Castelo, As Covas, A Croa, A Estrada, O Ézaro, Finsín, As Lagoelas, A Laxe, O Lombiño, A Pena, Río do Barco, San Crimenzo, Santa Uxía i O Santo.
En aquesta parròquia desemboca a l'oceà Atlàntic el riu Xallas, formant la cascada d'O Ézaro, l'única d'Europa que cau directament a l'oceà.

## Galeria d'imatges

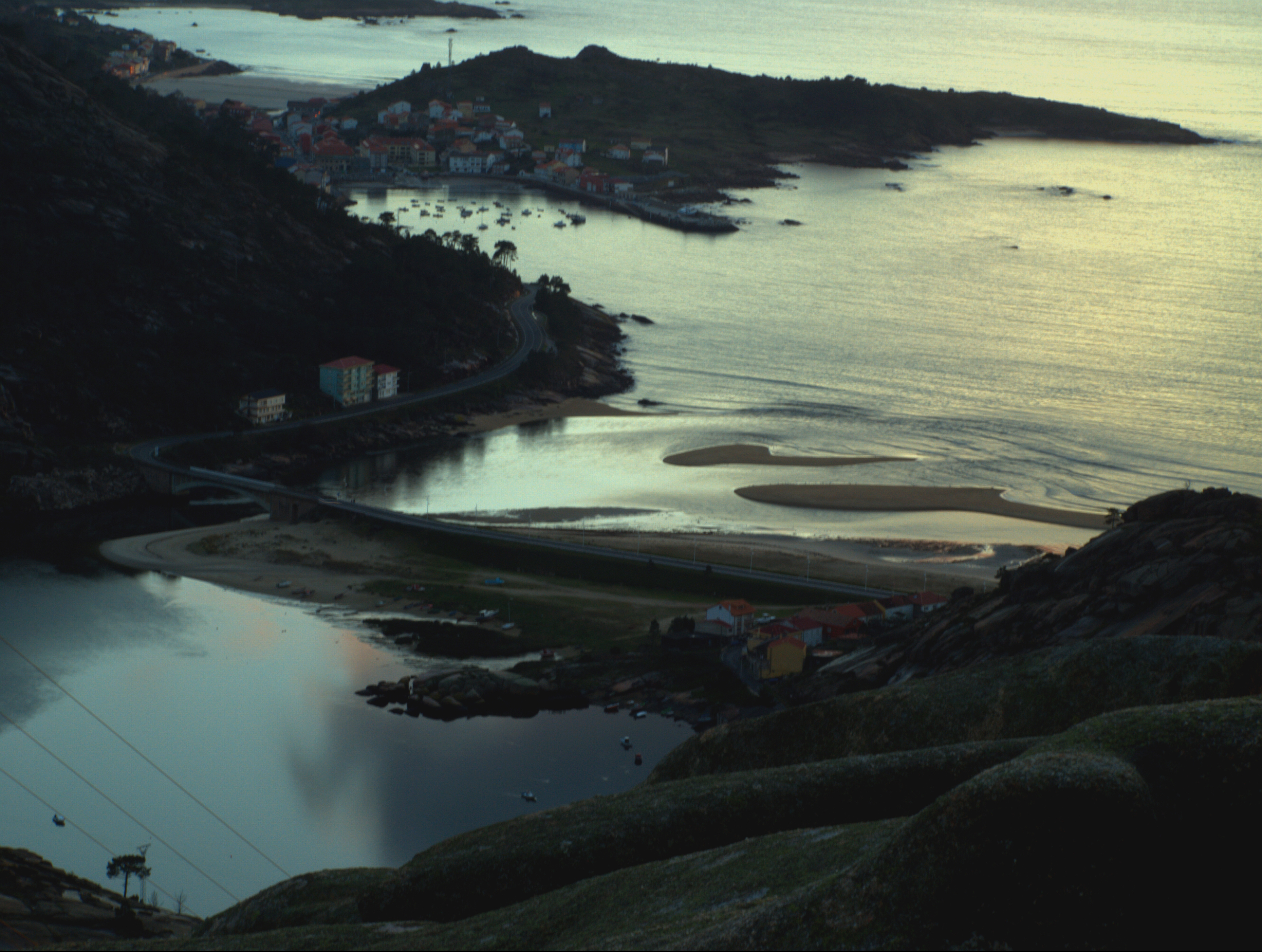
O Ézaro
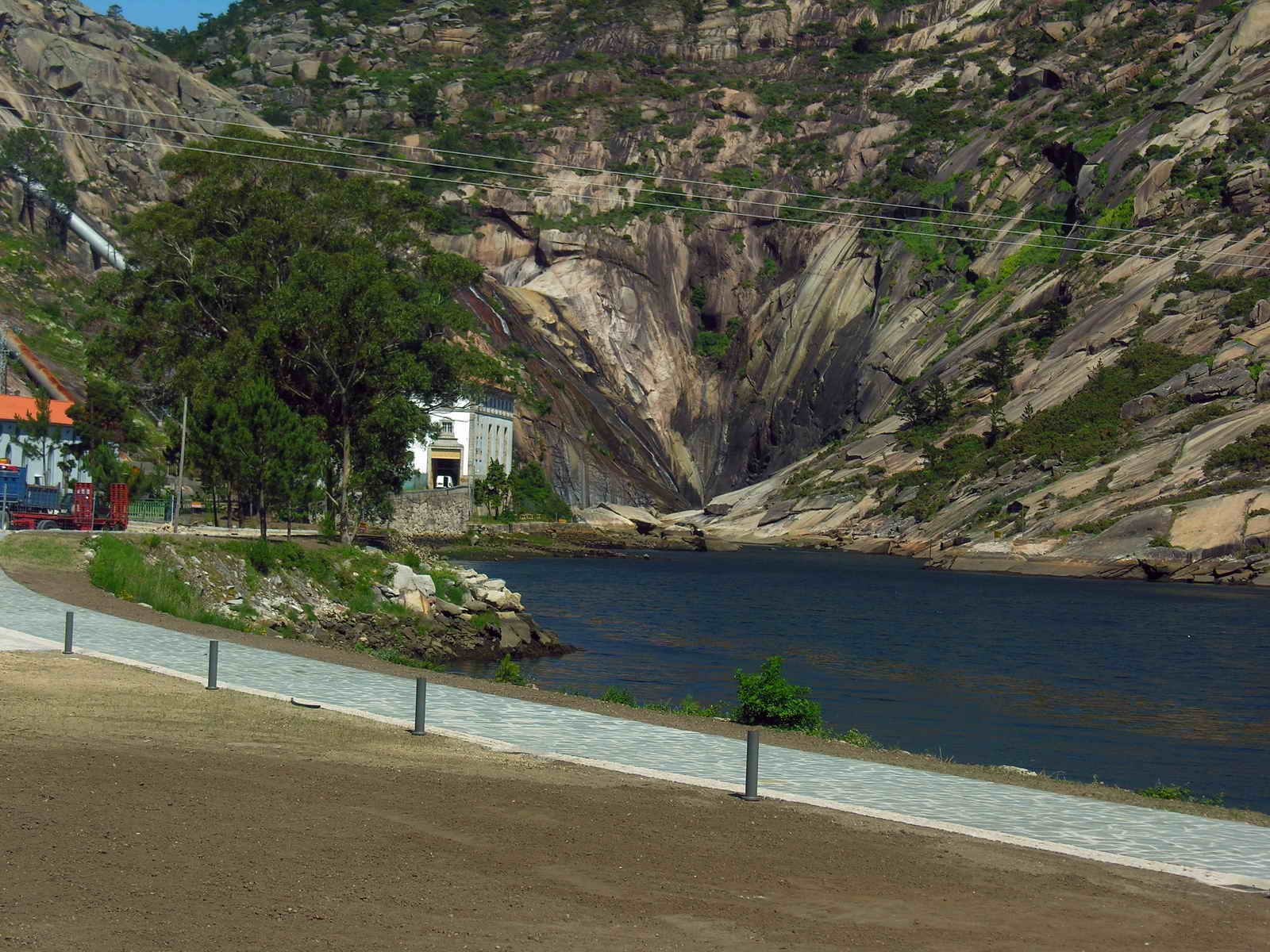
Cascada del Xallas
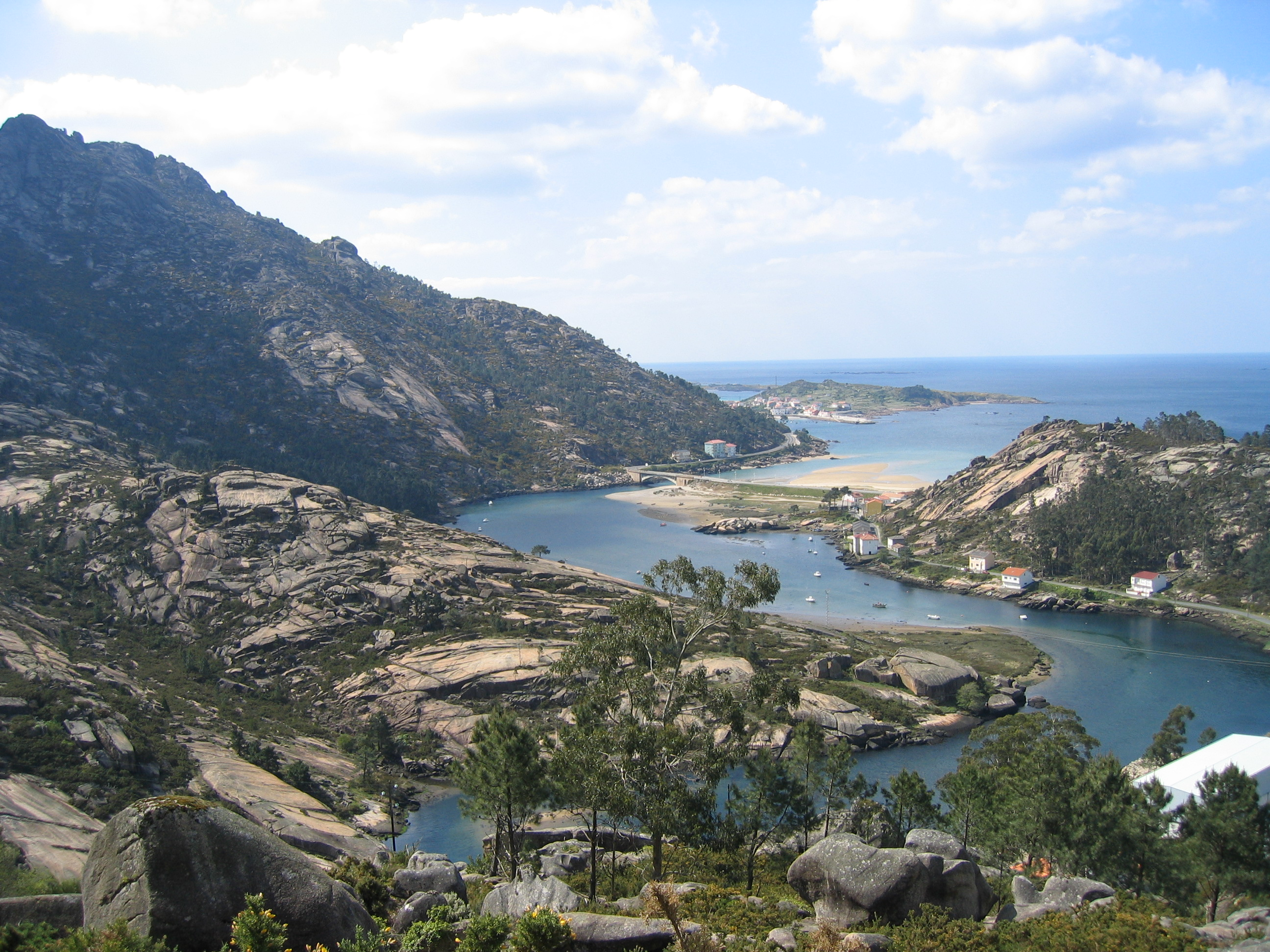
O Ézaro
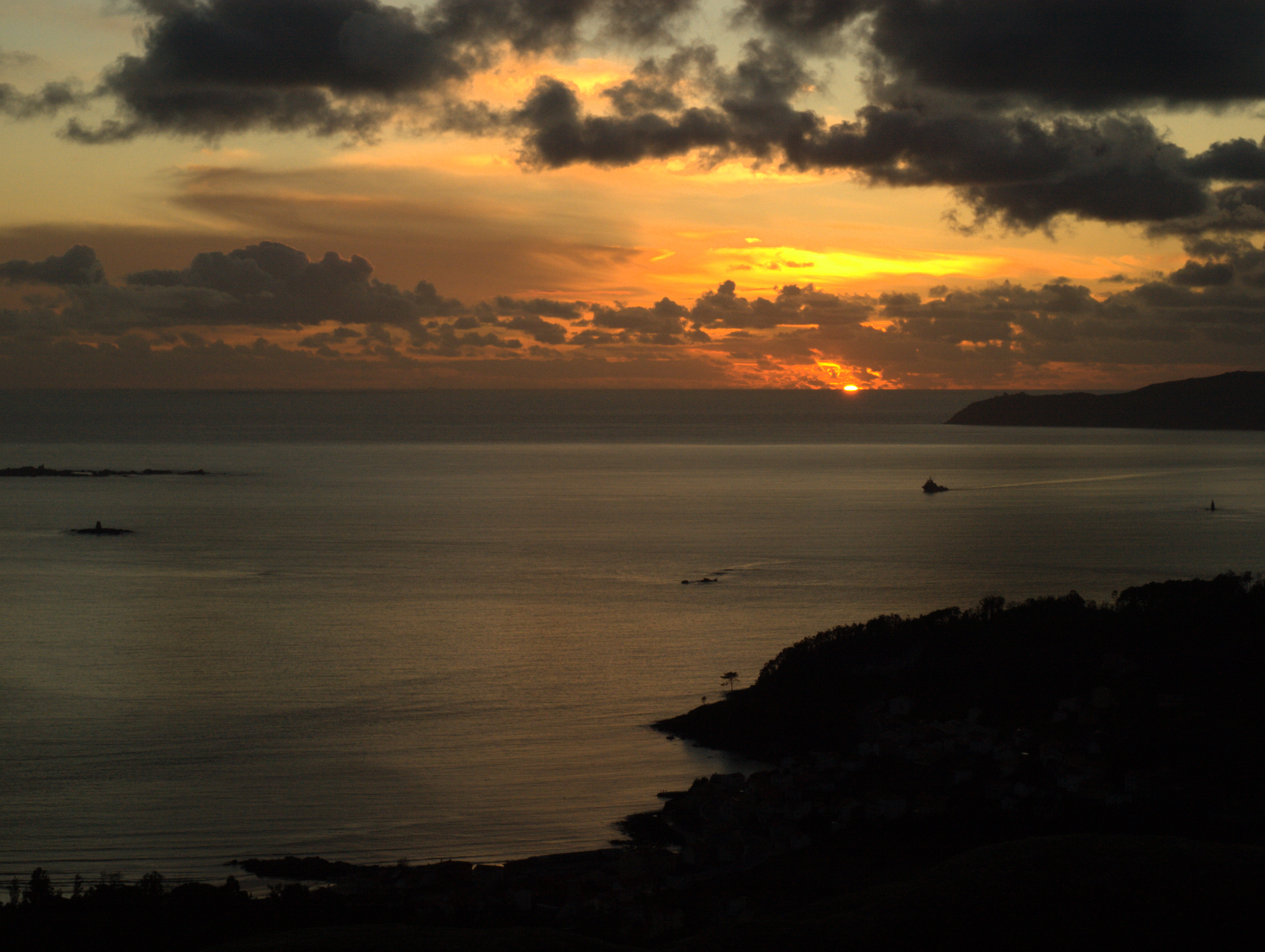
Vespre
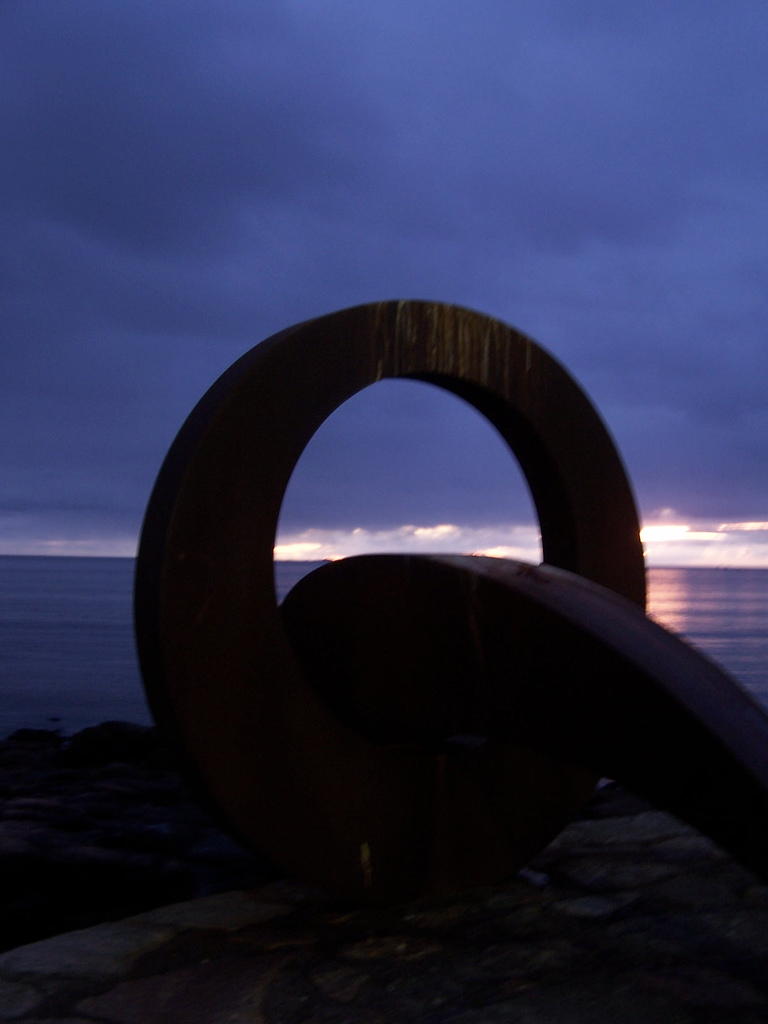
Vespre a O Ézaro
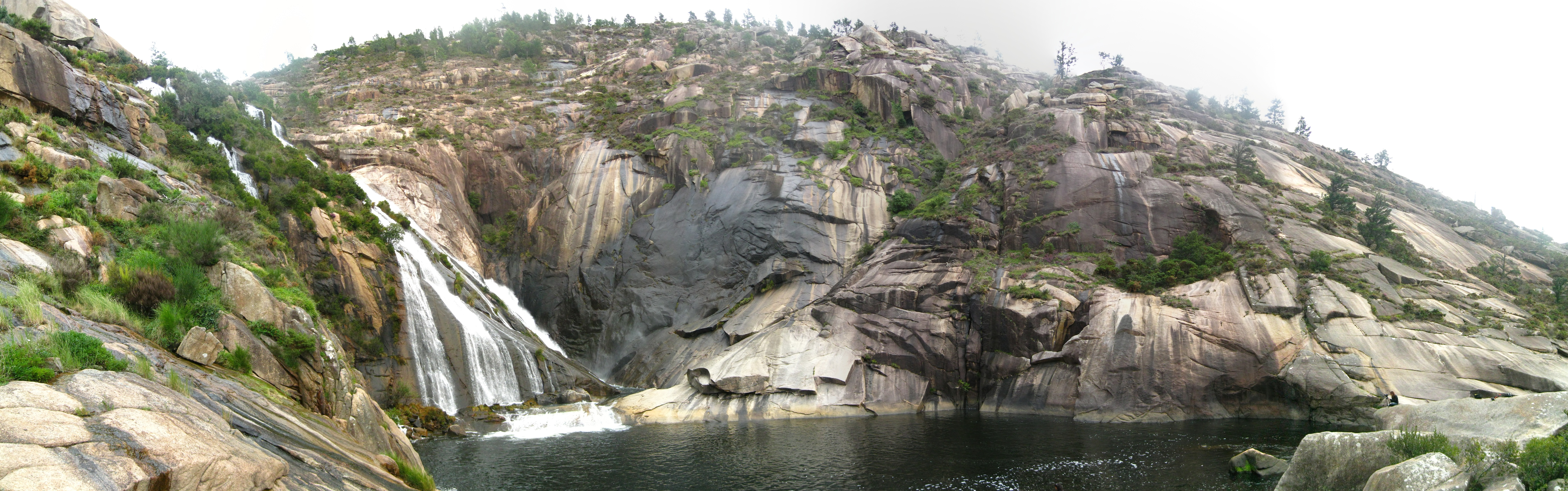
Cascada